# IC 5259
IC 5259 је ознака објекта на координатама са ректансцензијом 22h 52m 45,6s и деклинацијом + 36° 42" 40'. Каснијим посматрањима на том положају није уочен никакав астрономски објекат.